# ستانلي كوهن (أستاذ جامعي)
ستانلي كوهن (بالإنجليزية: Stanley Cohen)‏ هو عالم اجتماع بريطاني، ولد في 23 فبراير 1942 في جوهانسبرغ في جنوب أفريقيا، وتوفي في 7 يناير 2013 في لندن في المملكة المتحدة بسبب مرض باركنسون.